# Fadimatou Noutchemo Simo
Fadimatou Noutchemo-Simo, née en 1978, est une entrepreneure camerounaise qui opère dans l'aviation et le tourisme . Elle est fondatrice et PDG de HEFA Group.
Fadimatou Noutchemo-Simo a reçu plusieurs prix internationaux ayant trait à l'aviation et a reçu en 2019 la distinction de « Leader de haut vol » de l'International Aviation Transport Association (IATA). Elle milite pour les métiers liés à la science, technologie, ingénierie et mathématiques (STEM).
En décembre 2021, elle est nommée Experte Indépendante de l'Observatoire français de l'aviation durable (OAD).

## Biographie

### Enfance et éducation
Fadimatou Noutchemo-Simo fait ses études académiques en économie à l'université de Buéa. Elle poursuit ses études en aviation à l'IATA où elle obtient un diplôme.

### Début de carrière
En 2006, elle commence sa carrière professionnelle à Huawei Technologies Cameroun. Puis en 2010, elle rejoint ensuite la banque nigériane United bank for Africa et intègre l'équipe sénior Service Corporate de la Cameroon Airlines Company. Elle est la première femme à accéder à ce niveau de responsabilité dans cette entreprise. Elle a pour rôle de sensibiliser les jeunes à l'aviation en tant que carrière potentielle. Elle milite au travers d'activités de sensibilisation dans les industries liées aux STEM, elle y implique les filles.
En 2018, elle rejoint Cronos Airlines Group en Guinée équatoriale comme directrice stratégique chargée de Business development.

### À son compte
L'expérience à Cronos Airlines l'amène à fonder HEFA Group en 2019, une entreprise de consultants africains pour le développement des affaires en Afrique.
Elle est l'ambassadrice de l'Union Mondiale des Petites et Moyennes Entreprises pour le Cameroun et œuvre pour le soutien aux petites entreprises appartenant à des femmes. Elle est également ambassadrice Cameroun du Next Einstein forum (NEF) de 2019 à 2021.
Elle possède la plateforme Aviatour Meet-Up Africa qui est spécialisée dans le sport, la culture, le tourisme, la gastronomie, l'art et la mode.
En 2021, elle devient 2ème Vice-présidente de l’African Sports Tourism Week (ASTW).
En 2019, elle est la première femme africaine à décrocher le prix IATA High Flyer.
En décembre 2021, elle est nommée Experte Indépendante de l'Observatoire français de l'aviation durable (OAD),  par Jean-Baptiste Djebarri. L'objectif de cette expertise est de donner des axes de travail et de restituer des avis indépendants sur les productions de l'observatoire.
Le 20 avril 2022, il est annoncé qu'elle devient la directrice Cameroun de la compagnie aérienne gabonaise,, ce qui devrait avoir un impact direct sur le développement de la Communauté économique et monétaire d'Afrique centrale (CEMAC). La meme année, elle accepte le poste et devient directrice Cameroun pour le compte de Afrijet,.

### Travail à but non lucratif
En 2014, Fadimatou Noutchemo-Simo fonde l'ONG Young African Aviation Professional Association (YAAPA). Elle crée au sein de cette association, le programme de bourses en aviation Heleta, une initiative pour encourager les enfants issus des zones rurales à s'intéresser aux métiers de l'aviation, (10 000 enfants en 5 ans).

## Nominations et prix
- 2016 : diplômée du programme de leadership des visiteurs internationaux[13]
- 3 juin 2019 : IATA High Flyer Award[2],[14],[15]
- 2019 : Commonwealth Point of Light Award[11]